# Serica carolina
Serica carolina är en skalbaggsart som beskrevs av Dawson 1920. Serica carolina ingår i släktet Serica och familjen Melolonthidae. Inga underarter finns listade i Catalogue of Life.